# Рожье, Шарль
Шарль Лату́р Рожье́ (фр. Charles Latour Rogier; 17 августа 1800 — 27 мая 1885) — бельгийский либеральный государственный и политический деятель, один из лидеров Бельгийской революции 1830 года. Был премьер-министром Бельгии в течение двух сроков: с 1847 до 1852 и с 1857 до 1868 года.

## Биография
Родился в Сен-Кантене, Франция 17 августа 1800 года (29 термидора 8-го года). Его отец был офицером французской армии, погиб в России во время кампании 1812 года. Впоследствии его семья переехала в город Льеж.
Он учился в колледже в Авене, имперском лицее в Льеже. Затем Рожье изучал право в Льежском университете, после чего стал членом адвокатской ассоциации. В 1824 году он вместе со своими друзьями Полем Дево и Жозефом Лебо основал либеральный журнал Mathieu Laensberg (позже был переименован в Le Politique). Этот журнал имел огромное влияние на настроения бельгийского населения и способствовал организации Бельгийской революции.

## Участие в событиях 1830-го года
Во время Августовского восстания 1830 года Рожье стал одним из активнейших его лидеров. После этого он стал членом временного правительства Бельгии, созданного в октябре того же года, а после избрания Леопольда королём в июне 1831 года он был назначен губернатором Антверпена. Занимал пост министра внутренних дел в 1832—1834 годах, министра общественных работ — в 1840—1841 и министра иностранных дел в 1861—1868 годах.

## Политическая деятельность
- Губернатор Антверпена: 1831—1832; 1834—1840[3];
- Министр внутренних дел с 20 октября 1832[3] по 4 августа 1834; с 12 августа 1847 по 31 октября 1852[3]; 9 ноября 1857 по 26 октября 1861;
- Министр общественных работ: 1840—1841[3];
- Военный министр (и.о.): 1850; 1851;
- Министр Иностранных дел: 26 октября 1861 — 3 января 1868[3];
- Президент Палаты представителей: 1 августа 1878 — 26 августа 1878[2].

## Награды
- Большой Крест Ордена Леопольда I[5]
- Большой Крест Австрийского имперского Ордена Леопольда[5] (Бельгия)
- Кавалер Большого Креста Ордена Почётного легиона[5] (Франция)
- Кавалер Большого Креста Ордена Нидерландского льва[5] (Нидерланды)
- Большой Крест Ордена Непорочного зачатия Девы Марии Вила-Висозской[5] (Португалия)
- Кавалер Ордена Белого орла[5] (Российская империя)
- Кавалер Большого Креста Ордена Карлоса III[5] (Испания)
- Большой Крест Ордена Саксен-Эрнестинского дома[5] (Саксен-Кобург-Гота)
- Большой Крест Ордена Красного орла[5] (Пруссия)